# Хладни фронт
Хладни фронт је гранична зона између две ваздушне масе, у случају када се хладна ваздушна маса креће према топлој, која или мирује или се креће спорије од хладне.

## Настанак хладног фронта
Тежи, хладан ваздух се у виду клина поставља испод топлог и потискује га, при чему се топао ваздух, као лакши, уздиже уз фронталну површину. 
При проласку хладног фронта долази до наглог пада температуре ваздуха и промене осталих метеоролошких величина, а врло често и до појаве олујних непогода праћених грмљавином и градом.
На синоптичким картама положај хладног фронта у приземљу обележава се плавом линијом на којој су испуњени труглићи усмерени у правцу кретања фронта. 
Према брзини кретања ваздуха у приземљу, хладни фронтови се могу поделити на хладне фронтове првог и другог реда. Хладни фронт првог реда се креће спорије и има мањи нагиб фронталне површине од хладног фронта другог реда.

## Време у области хладног фронта
Облачни и падавински системи у области хладног фронта се разликују код фронтова првог и другог реда.
Облачни систем код хладног фронта првог реда састоји се углавном од слојевитих облака, алтостратуса и нимбостратуса, који настају непосредно испред линије фронта. На већој удаљености испред линије фронта могу се формирати гомиласти облаци, цирокумулуси и алтокумулуси. Ако је топла ваздушна маса нестабилна и ако постоји конвергенција на линији фронта може доћи до формирања конвективних облака кумулонимбуса. Мањи део падавина се излучује испред, а већи иза линије фронта..
Облачни систем код хладног фронта другог реда се развија непосредно испред линије фронта и састоји се углавном од кумулонимбуса, а може се формирати и линија нестабилности. На већој удаљености испред фронта могу се осмотрити стратокумулуси и цирокумулуси. Јаки пљускови се јављају у уском појасу од неколико десетина километара испред линије фронта. Иза фронта, у хладној ваздушној маси, време је ведро, али ако је хладна ваздушна маса нестабилна на око 200 km иза линије фронта може доћи до развоја конвективне облачности (кумулуса) и краткотрајних пљускова..

## Промена метеоролошких величина при проласку хладног фронта
Након проласка хладног фронта температура ваздуха нагло опада, чак и до 15 °C. Ваздушни притисак расте, влажност ваздуха се смањује, а небо разведрава. При проласку хладног фронта правац дувања ветра се мења у смеру казаљке на сату на северној Земљиној хемисфери (и обрнуто од казаљке на сату на јужној хемисфери), са југозападног до југоисточног пре проласка фронта на северни до западни након његовог проласка (са северозападног до североисточног на јужни до западни, на јужној хемисфери).